# Kunova Teplica
Kunova Teplica (in ungherese Kuntapolca) è un comune della Slovacchia facente parte del distretto di Rožňava, nella regione di Košice.